# Max Henze
Max Henze, född 23 september 1899 i Köthen, död 10 mars 1951 i Bydgoszcz, var en tysk SS-Brigadeführer och polischef. Under andra världskriget var han polischef i flera tyska städer. Han var medlem av Preussens lantdag 1932–1933 och därefter riksdagsledamot.

## Biografi
Henze var ställföreträdande polischef i Bromberg (Bydgoszcz) från den 9 september till den 2 oktober 1939 och ansvarade för vedergällningsaktionerna mot polacker efter blodiga söndagen i Bydgoszcz (Bromberger Blutsonntag), då mellan 100 och 300 tyskar hade mördats.
I andra världskrigets slutskede var Henze polischef i Bromberg med uppdrag att bygga upp en polisstyrka efter tyskt snitt. Efter krigets slut utlämnades Henze till Polen och dömdes den 4 november 1949 till döden. Han avrättades genom hängning den 10 mars 1951.

## Utmärkelser
- Järnkorset av andra klassen
- Krigsförtjänstkorset av andra klassen med svärd
- Såradmärket i svart
- Ärekorset
- NSDAP:s partitecken i guld
- NSDAP:s tjänsteutmärkelse i brons och silver
- SS tjänsteutmärkelse
- SS Hederssvärd
- SS-Ehrenring (Totenkopfring)

### Webbkällor
- ”Max Henze – SS-Brigadeführer” (på polska). Druga Wojna Światowa. Waldemar Sadaj. Arkiverad från originalet den 28 augusti 2014. https://www.webcitation.org/6SAlCQYRD?url=http://www.dws-xip.pl/reich/biografie/lista3/1167.html. Läst 28 augusti 2014.